# COVID-19-Pandemie in Togo
Die COVID-19-Pandemie in Togo tritt als regionales Teilgeschehen des weltweiten Ausbruchs der Atemwegserkrankung COVID-19 auf und beruht auf Infektionen mit dem Ende 2019 neu aufgetretenen Virus SARS-CoV-2 aus der Familie der Coronaviren. Die COVID-19-Pandemie breitet sich seit Dezember 2019 von China ausgehend aus. Ab dem 11. März 2020 stufte die Weltgesundheitsorganisation (WHO) das Ausbruchsgeschehen des neuartigen Coronavirus als Pandemie ein.

## Verlauf und Maßnahmen
Am 6. März 2020 wurde von togolesischen Behörden die erste SARS-CoV-2-Infektion im Land bestätigt. Es handelte sich um eine togolesische Frau, die Deutschland, Frankreich, die Türkei und Benin bereiste, bevor sie nach Togo zurückkehrte. An diesem Tag wurde auch berichtet, dass sie isoliert wurde und ihr Zustand stabil sei. Im WHO-Situationsbericht tauchte dieser Fall erstmals am 7. März 2020 auf.
Nach einem außerordentlichen Ministerrat am 16. März 2020 kündigte die Regierung an, einen 2-Milliarden-Fonds in der Landeswährung zur Bekämpfung der Pandemie einzurichten. Sie beschlossen außerdem folgende Maßnahmen: Eine Aussetzung von Flügen aus Italien, Frankreich, Deutschland und Spanien; Eine Absage aller internationalen Veranstaltungen für drei Wochen; Eine Isolation von Menschen, die sich kürzlich in einem Hochrisikoland befanden, in deren jeweiligen Häusern; Eine Schließung der Grenzen ab dem 21. März; Ein Verbot von Veranstaltungen mit mehr als 100 Personen mit Wirkung zum 19. März.
In Übereinstimmung mit dem Verbot großer Versammlungen hat der togolesische Fußballverband ab dem 18. März alle Wettbewerbe ausgesetzt. Andere Veranstaltungen wurden ebenfalls abgesagt, darunter das bekannte Literaturfestival.
Am 20. März wurden in Togo neun weitere Fälle bestätigt. An diesem Tag wurde vom Gesundheitsministerium auch die erste geheilte Person im Land gemeldet.
Am 21. März wurden sieben weitere Fälle bestätigt. Um die Ausbreitung des Virus in Togo einzudämmen, wurden alle Landesgrenzen geschlossen. Die Städte Lomé, Tsévié, Kpalimé und Sokodé wurden ab dem 20. März für zwei Wochen unter Quarantäne gestellt.
Der erste COVID-19-bedingte Todesfall im Land ereignete sich am 27. März 2020. Dieser Todesfall tauchte am 30. März 2020 erstmals im WHO-Situationsbericht auf. Bis zum 14. April 2020 wurden von der WHO 76 SARS-CoV-2-Infektionen und drei COVID-19-bedingte Todesfälle in Togo bestätigt.
Im September 2021 verlängert Togo nach dem Anstieg neuer Coronavirus-Fälle in den letzten Wochen den Gesundheitsnotstand bis September 2022. Der Zugang zu Verwaltungsgebäuden ist ab sofort nur unter Vorlage eines Covid-19-Impfstoffpasses möglich.

## Statistik
Die Fallzahlen entwickelten sich während der COVID-19-Pandemie in Togo wie folgt:

### Infektionen

Bestätigte Infizierte in Togo nach Daten der WHO. Oben kumuliert, unten Tageswerte

### Todesfälle

Bestätigte Todesfälle in Togo nach Daten der WHO. Oben kumuliert, unten Tageswerte